# James Joyce-brug
De James Joyce-brug is een voetgangers- en verkeersbrug over de rivier de Liffey in Dublin. De brug is ontworpen door de Spaanse architect Santiago Calatrava, welke jaren later ook de stroomafwaarts gelegen Samuel Beckett-brug heeft ontworpen.
De brug bestaat uit een enkele overspanning met twee dragende bogen: één aan elke kant van het brugdek. De bogen staan schuin naar buiten. De brug is gebouwd door Irishenco Construction en werd gerealiseerd door vooraf gefabriceerde onderdelen op locatie te assembleren. De stalen onderdelen werden gefabriceerd door Harland and Wolff uit Belfast